# لونگجیانگ، فوشان
لونگجیانگ، فوشان (به لاتین: Longjiang) یک شهرک در جمهوری خلق چین است که در شاندی واقع شده‌است. لونگجیانگ ۷۸٫۳ کیلومتر مربع مساحت و ۱۸۰٬۰۰۰ نفر جمعیت دارد و ۸ متر بالاتر از سطح دریا واقع شده‌است.